# The Star (Londres)
Pour les articles homonymes, voir The Star.
The Star est un quotidien du soir fondé en 1888 par T. P. O'Connor qui en sera, trois ans durant, le directeur de rédaction. Parmi les premiers contributeurs au journal, on peut citer les éditeurs John Murray et William Lane de Minerva Press. Sa publication a cessé en 1960. 